# 2014년 7월 죽음
다음은 2014년 7월에 사망한 저명한 인물 목록이다.
- 7월 1일 - 대한민국의 교육학자 김종서
- 7월 3일 - 대한민국의 만화가 김영하
- 7월 4일 - 대한민국의 정치인 양춘근
- 7월 5일
  - 대한민국의 시인 김종철
  - 말레이시아의 가수 샤리파 아이니
- 7월 6일 - 영국의 영화배우 데이브 르게노
- 7월 7일
  - 미국의 성우 딕 존스
  - 스페인의 축구인 알프레도 디 스테파노
  - 조지아의 정치인 에두아르드 셰바르드나제
- 7월 11일 - 미국의 언론인 존 시겐설러
- 7월 13일 - 남아프라카공화국의 소설가 네이딘 고디머
- 7월 14일
  - 대한민국의 영화감독 편거영
  - 미국의 육상인 앨리스 코치먼
- 7월 16일
  - 독일의 기업인 카를 알브레히트
  - 미국의 가수 조니윈터
- 7월 17일
  - 네덜란드의 의사 윱 랑어
  - 미국의 영화배우 일레인 스트리치
- 7월 19일 - 미국의 영화배우 제임스 가너
- 7월 20일 - 미국의 영화배우 스카이 매콜 바터시아크
- 7월 24일 - 대한민국의 가수 유채영